# Grundtillstånd
Ett grundtillstånd hos ett kvantmekaniskt system (till exempel en atom, eller en molekyl) är det tillstånd där den har sitt lägsta energitillstånd. Exciterade tillstånd är alla tillstånd med högre energi än grundtillståndet. När systemet deexciterar från ett högre energitillstånd till grundtillståndet avges elektromagnetisk strålning med en energi som motsvarar skillnaden i energi mellan de båda tillstånden.